# 4392 Agita
4392 Agita (1978 RX5) là một tiểu hành tinh vành đai chính được phát hiện ngày 13 tháng 9 năm 1978 bởi N. S. Chernykh ở Nauchnyj.